# Carcelia
Carcelia är ett släkte av tvåvingar. Carcelia ingår i familjen parasitflugor.

## Dottertaxa tillCarcelia, i alfabetisk ordning[1][2]
- Carcelia aberrans
- Carcelia abrelicta
- Carcelia actaeosa
- Carcelia aenea
- Carcelia aequalis
- Carcelia albatella
- Carcelia albfacies
- Carcelia albosericea
- Carcelia alpestris
- Carcelia ambigua
- Carcelia amoena
- Carcelia amplexa
- Carcelia angulicornis
- Carcelia angustipalpis
- Carcelia argyriceps
- Carcelia atricans
- Carcelia atricosta
- Carcelia atripes
- Carcelia aurata
- Carcelia auripulvis
- Carcelia bakeri
- Carcelia beijingensis
- Carcelia bercei
- Carcelia bigoti
- Carcelia blepharipoides
- Carcelia bombylans
- Carcelia brevicaudata
- Carcelia brevipilosa
- Carcelia brevis
- Carcelia burnsi
- Carcelia callimorphae
- Carcelia candens
- Carcelia candidae
- Carcelia canutipulvera
- Carcelia capyrosa
- Carcelia cariniforceps
- Carcelia caudata
- Carcelia caudatella
- Carcelia ceylanica
- Carcelia cinerea
- Carcelia clara
- Carcelia claripennis
- Carcelia clava
- Carcelia clavipalpis
- Carcelia coniformis
- Carcelia corvinoides
- Carcelia cosmophilae
- Carcelia dammermani
- Carcelia delicatula
- Carcelia dentata
- Carcelia diacrisiae
- Carcelia distincta
- Carcelia diversa
- Carcelia dominantalis
- Carcelia dubia
- Carcelia duponcheli
- Carcelia europaea
- Carcelia evolans
- Carcelia excisa
- Carcelia excisoides
- Carcelia falenaria
- Carcelia falx
- Carcelia festiva
- Carcelia flava
- Carcelia flavescens
- Carcelia flavimaculata
- Carcelia flavirostris
- Carcelia flavitibia
- Carcelia forcipata
- Carcelia formosa
- Carcelia frontalis
- Carcelia fujianensis
- Carcelia fuscipennis
- Carcelia gentilis
- Carcelia gnava
- Carcelia gracilis
- Carcelia grisea
- Carcelia grissemicans
- Carcelia grossa
- Carcelia hackeri
- Carcelia hainanensis
- Carcelia halliana
- Carcelia hamata
- Carcelia hardyi
- Carcelia hectica
- Carcelia hemimacquartioides
- Carcelia hilaris
- Carcelia hirsuta
- Carcelia hirtspila
- Carcelia iliaca
- Carcelia illiberisi
- Carcelia illota
- Carcelia inculta
- Carcelia indica
- Carcelia inflatipalpis
- Carcelia interfrontalia
- Carcelia inusta
- Carcelia iridipennis
- Carcelia jilinensis
- Carcelia judicabilis
- Carcelia keiseri
- Carcelia kindaitchin
- Carcelia kockiana
- Carcelia kowarzi
- Carcelia laetifica
- Carcelia laevigata
- Carcelia laticauda
- Carcelia latifacialia
- Carcelia latistylata
- Carcelia laxifrons
- Carcelia lena
- Carcelia lepida
- Carcelia leptocephala
- Carcelia lindneri
- Carcelia longichaeta
- Carcelia longiepandriuma
- Carcelia longimana
- Carcelia lucidula
- Carcelia lucorum
- Carcelia lymantriae
- Carcelia macroura
- Carcelia maculata
- Carcelia malacosomae
- Carcelia malayana
- Carcelia matsukarehae
- Carcelia mimoexcisa
- Carcelia mirabilis
- Carcelia murina
- Carcelia musca
- Carcelia muscoides
- Carcelia nigrantennata
- Carcelia nigrapex
- Carcelia nitidapex
- Carcelia nitidiventris
- Carcelia norma
- Carcelia normula
- Carcelia noumeensis
- Carcelia nudioculata
- Carcelia oblectanea
- Carcelia oblimata
- Carcelia obliterata
- Carcelia occidentalis
- Carcelia octava
- Carcelia oculata
- Carcelia olenensis
- Carcelia orbitalis
- Carcelia pallensa
- Carcelia pallidipes
- Carcelia palpalis
- Carcelia paluma
- Carcelia patellata
- Carcelia pellex
- Carcelia peraequalis
- Carcelia perplexa
- Carcelia persimilis
- Carcelia pesitra
- Carcelia piligena
- Carcelia pilosa
- Carcelia pilosella
- Carcelia placida
- Carcelia plusiae
- Carcelia polyvalens
- Carcelia prima
- Carcelia prominens
- Carcelia protuberans
- Carcelia pseudocaudata
- Carcelia puberula
- Carcelia puella
- Carcelia quarta
- Carcelia quinta
- Carcelia rasa
- Carcelia rasella
- Carcelia rasoides
- Carcelia recilnata
- Carcelia reclinata
- Carcelia ridibunda
- Carcelia rondaniella
- Carcelia rubrella
- Carcelia rufiventris
- Carcelia rutilloides
- Carcelia secunda
- Carcelia septima
- Carcelia sericea
- Carcelia setamacula
- Carcelia setosella
- Carcelia sexta
- Carcelia shangfangshanica
- Carcelia shibuyai
- Carcelia shimai
- Carcelia singgalangia
- Carcelia sonans
- Carcelia sphingum
- Carcelia stackelbergi
- Carcelia subferrifera
- Carcelia sumatrana
- Carcelia sumatrensis
- Carcelia takanoi
- Carcelia talwurrapin
- Carcelia tasmanica
- Carcelia tentans
- Carcelia tertia
- Carcelia thalpocharidis
- Carcelia tibialis
- Carcelia tjibodana
- Carcelia townsendi
- Carcelia transbaicalica
- Carcelia tremula
- Carcelia unisetosa
- Carcelia vaga
- Carcelia vara
- Carcelia velox
- Carcelia vernalis
- Carcelia vexor
- Carcelia vibrissata
- Carcelia vicinalis
- Carcelia villicauda
- Carcelia vivida
- Carcelia xanthohirta
- Carcelia xishuangbannanica
- Carcelia yakushimana
- Carcelia yalensis
- Carcelia yongshunensis